# Styl łużkowski

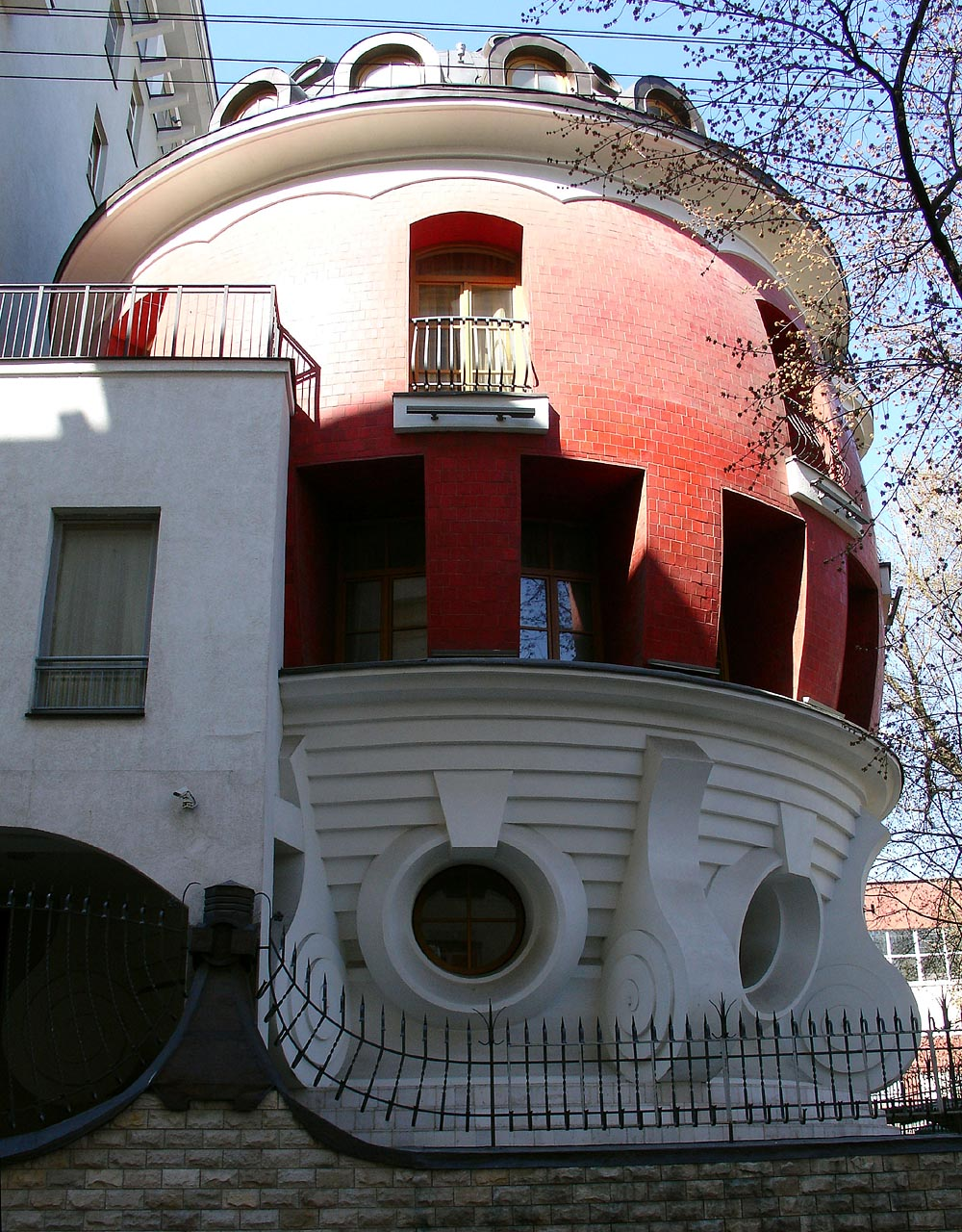
Dom jajko

Styl łużkowski – mieszanka stylów architektonicznych występujących w Moskwie w budynkach zbudowanych za czasów mera Jurija Łużkowa
.